# Sergino
Sergino (Serëža) è un film del 1960 diretto da Georgij Danelija e Igor' Talankin.

## Riconoscimenti
- 1960 - Festival internazionale del cinema di Karlovy Vary
  - Globo di Cristallo